# St. Nikolaus (Asendorf)

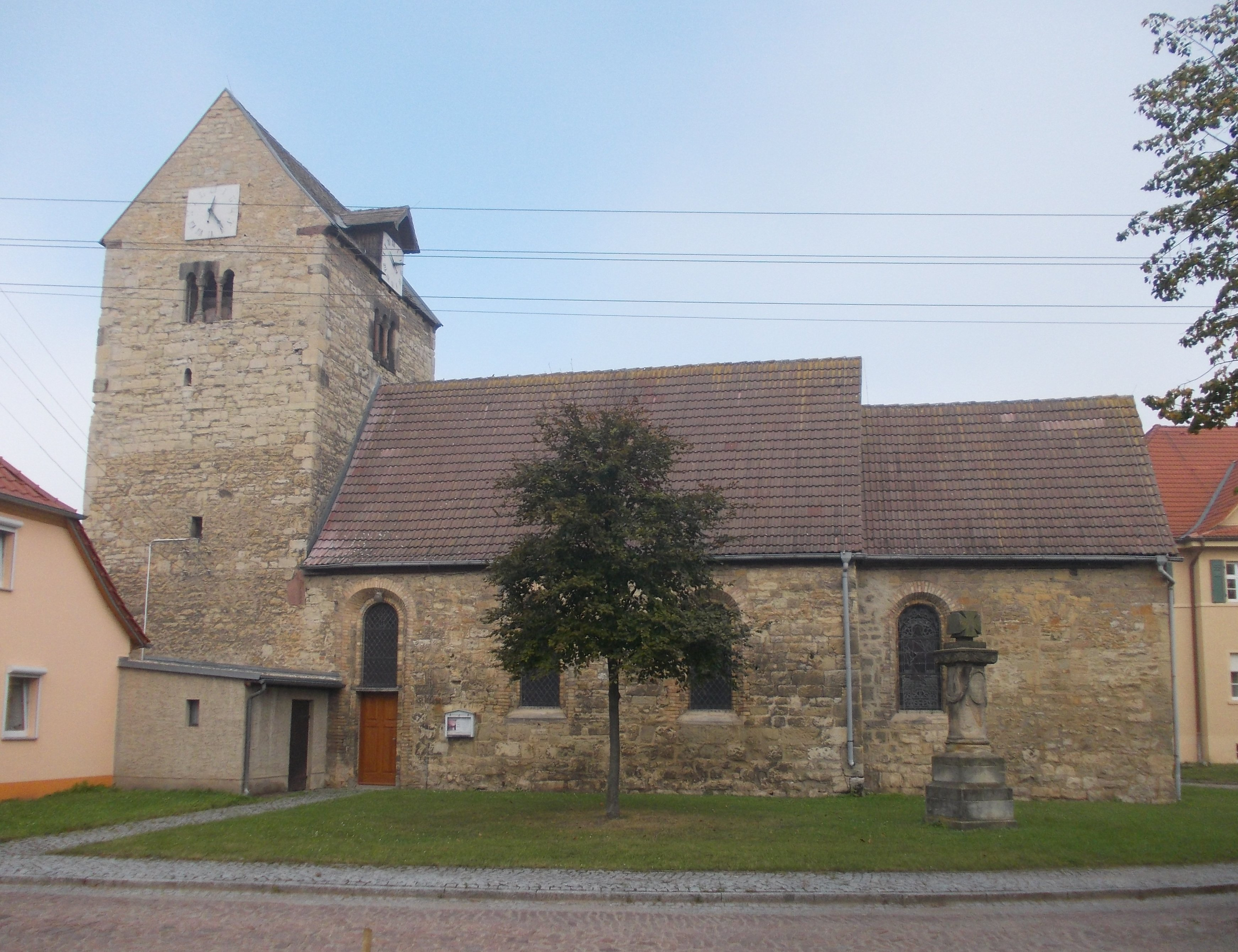
St. Nikolaus in Asendorf

St. Nikolaus ist eine denkmalgeschützte evangelische Kirche in Asendorf, einem Ortsteil von Dornstedt in der Gemeinde Teutschenthal in Sachsen-Anhalt. Im Denkmalverzeichnis ist sie unter der Erfassungsnummer 094 55607 als Baudenkmal verzeichnet.
Das unter dem Patrozinium des heiligen Nikolaus von Myra stehende Sakralgebäude befindet sich an der Schraplauer Straße (ehem. Straße des Friedens) in Asendorf. Der romanische Baustil deutet auf eine Entstehung der Kirche im 12. Jahrhundert hin. Vom Ursprungsbau sind auch die Schallöffnungen am Kirchturm erhalten geblieben. Die heutigen Fensteröffnungen an Schiff und Chor sowie die Fachwerkgiebel sind Resultat eines Umbaus im Jahr 1869, weshalb die Fenster mit Backsteinen eingefasst sind.
In einer Kirchenwand befinden sich eingemauerte Steintafeln, die an Grabplatten erinnern. Zudem wurden eine Sonnenuhr und – an der Nordseite – ein Radkreuz integriert. Im Inneren ist der Turm zum Schiff spitzbogig geöffnet. Die Holztonne in Schiff und Chor stammt aus den 1990er Jahren, die eiserne Taufe aus dem 19. Jahrhundert. Die Farbfenster im Chor (Segnender Christus und Christus als Guter Hirte) schuf Richard Scheibe im Jahr 1912.
Südlich der Kirche steht das Kriegerdenkmal für die Gefallenen und Vermissten des Ersten Weltkriegs.